# گتاو
گُتاو، روستایی در دهستان هرنگ بخش کوخردهرنگ شهرستان بستک در استان هرمزگان ایران است.

## محدوده گُتاو
از شمال کوه بستک، از جنوب صحرای خلوص، از مغرب رودخانه شور، و از سمت مشرق به روستای خلوص محدود می‌گردد.
رودخانه‌ای که از کوه‌های بستک و کوه گاه‌بست در موسم بارندگی سرچشمه می‌گیرد و طغیان می‌کند از گتاو عبور کرده و به رودخانه مهران می‌ریزد.
بعد از پالدُم بُلک وبرکه پالدُم بلک در راه بستک و برکه حاجی غنی در بیچی ۸۰ درجه‌ای به سمت شرق در سر پیچ روستای گتاو واقع شده‌است.

## نژاد
این روستا هم مانند روستای خلوص که ساکنین آن از نژاد هندی یا هندوستانی هستند.
تا امروز که ۳۰۰ سال شاید هم بیشتر می‌گذرد از ورود این قوم به این منطقه هنوز زبان مادری خودرا حفظ کرده‌اند.
با وجودی که بسیاری از کلمات فارسی و بستکی جای کلمات هندی یا سندی را گرفته‌است، اما هنوز زبان مادری خودرا حفظ کرده‌اند و با همدیگر با یکی از لهجه‌های زبان هندی یا سندی صحبت می‌کنند. وکسی از حرف زدن آن‌ها سر درنمی‌آورد.
و همچنین این زبان را به کودکان خودشان نیز می‌آموزند تا اینکه با مُردن بزرگسالان زبان اصلی شان منقرض نشود.
اما آداب و رسوم ایشان با اهالی دیگر منطقه هیچ فرقی نمی‌کند. مردمانی خوب ومهربان ومهمان نواز هستند. از اهل سنت و شافعی مذهب هستند.

## جمعیت
بر پایه سرشماری عمومی نفوس و مسکن در سال ۱۳۹۵، جمعیت این روستا برابر با ۵۰۴ نفر (۱۵۹ خانوار) بوده‌است.